# No Sound from the Outside
No Sound from the Outside er det fjerde studiealbum fra den danske rockgruppe Saybia. Albummet udkom den 2. oktober 2015 på Columbia Records. Under indspilningerne forlod guitarist Sebastian Sandstrøm bandet, og blev erstattet af Kasper Rasmussen, der tidligere har arbejdet med bl.a. Folkeklubben og Claus Hempler.
Albummet er hovedsageligt indspillet i United Recording Studios i Los Angeles, og produceret af Michael Patterson, Nicolas Jodoin og Saybia. Patterson mixede Søren Huss' soloalbum Oppefra & Ned (2012), og da han hørte demoerne til No Sound from the Outside takkede han ja til at producere det. Søren Huss har kaldt albummet for et "comeback i kreativ forstand", og er blevet til fordi bandet ikke ønskede at Eyes on the Highway (2007) skulle være deres sidste album.
"Hollow Is Your Promise" udkom som albummets første single i Danmark den 31. juli 2015, mens "Black Hole" blev udgivet som albummets internationale single den 21. august 2015. Den 1. marts 2016 udkom albummets tredje single, "It's Been Way Too Long".

## Baggrund
Efter udsendelsen af det guld-sælgende album, Eyes on the Highway (2007) meddelte gruppen i 2008, at det ville holde pause på ubestemt tid. Om denne periode udtalte Søren Huss i 2015: "Saybia var en udpint kreativ mark. Vi havde haft seks fantastiske og meget intense år, og så der var ikke mere at komme efter." Samtidig havde Huss behov for at "definere mig selv som sangskriver". I 2010 og 2012 udsendte Huss' to anmelderroste og succesfulde soloalbums. Pausen varede frem til 2010 hvor Saybia spillede live før første gang siden 2008 i Holland og Schweiz. I december 2014 offentliggjorde Saybia at deres fjerde studiealbum ville udkomme i 2015. Under indspilningerne til albummet valgte guitarist Sebastian Sandstrøm at forlade bandet, og blev erstattet af Kasper Rasmussen.
Arbejdet med albummet begyndte i bandets gamle øvelokale i Nyborg hvor forsanger og tekstforfatter Søren Huss og bassist Jeppe Langebek Knudsen mødtes ugentligt, og senere tilsluttede resten af bandet sig. Bandet var ikke tilfreds med deres tredje album, Eyes on the Highway (2007), og derfor lå det ifølge Søren Huss i luften "at vi har haft lyst til at lave en god plade".
Ifølge Søren Huss kredser teksterne om temaerne identitet og relationer: "Jeg har taget udgangspunkt i de mennesker, der er tæt på mig. Der er en klump af sange, som kredser om at være i slut-30'erne og start-40'erne. Det er jo et punkt i livet, hvor du kan se lige så meget frem, som du kan se tilbage. Der er mange rutiner, og du har gået ad de samme veje mange gange, så hvordan kommer du videre derfra? Hvad med parforholdet, hvis den ene er stagneret, eller blot tilfreds med at være, hvor vedkommende er, og den anden ønsker at udvikle sig?"
Huss har kaldt albummet for "vores mørkeste til dato", og det er inspireret af Pink Floyd, Radiohead, Neil Young, og Fleetwood Mac. Mens bandet på deres andet og tredje album stadig søgte væk fra lyden på debutalbummet, The Second You Sleep (2002) har bandet ifølge Huss "fundet roen og vores egen identitet" på No Sound from the Outside, og har ikke forsøgt at lavet hits: "Ørehængerne fra vores første plade er stadigvæk referencerammen, og det ved vi godt, men vi har valgt ikke at gå efter det på den her plade. Det er måske en måde at gå uden om forventningerne på."

## Spor
Alt tekst skrevet af Søren Huss, alt musik komponeret af Saybia.
| #   | Titel                       | Længde |
| --- | --------------------------- | ------ |
| 1.  | "Airplanes and Submarines"  | 4:41   |
| 2.  | "No Sound from the Outside" | 4:51   |
| 3.  | "Black Hole"                | 3:20   |
| 4.  | "Hollow Is Your Promise"    | 5:04   |
| 5.  | "One Minute Man"            | 4:48   |
| 6.  | "Ominous Mystery"           | 3:22   |
| 7.  | "It's About Time"           | 3:22   |
| 8.  | "Down"                      | 4:43   |
| 9.  | "It's Been Way Too Long"    | 4:04   |
| 10. | "Paralyzed"                 | 4:34   |
| 11. | "I'm Still Waiting"         | 4:21   |

## Medvirkende
- Søren Huss – vokal, guitar, piano, flügelhorn, tekst
- Jess Jensen – keyboards, piano
- Jeppe Knudsen – bass
- Kasper Rasmussen – guitar
- Palle Sørensen – trommer, percussion
- Henrik Marstal – cello (spor 11)
- Michael Patterson – producer
- Nicolas Jodoin – producer
- Saybia – musik, producer
- Anders Schumann – mastering
- Mads Nørgaard Nielsen – mixer
- Ryan Reault – engineer assistent
- Scott Moore – engineer assistent
- Lars Lundholm – engineer

## Hitlister
| Hitliste (2015)               | Højeste placering |
| ----------------------------- | ----------------- |
| Belgien (Ultratop Flanderen)  | 195               |
| Danmark (Album Top-40)        | 7                 |
| Holland (Album Top 100)       | 9                 |
| Schweiz (Schweizer Hitparade) | 81                |